# تئودور اوبیانگ انگوئما
سرتیپ تئودور اوبیانگ نگوما مباسوگو یا تئودور اوبیانگ انگوئما مباسوگو (به انگلیسی: Teodoro Obiang Nguema Mbasogo) (زاده ۵ ژوئن ۱۹۴۲)، رئیس‌جمهور گینه استوایی از سال ۱۹۷۹ تا کنون است. او همچنین رئیس اتحادیه آفریقا از ۳۱ ژانویه ۲۰۱۱ تا ۲۹ ژانویه ۲۰۱۲ بود.
اوبیانگ به مدت چهار دهه ریاست جمهوری، اخیراً با پیروزی در انتخابات ۲۰۲۰، از معمر قذافی هم سبقت گرفته و بیشترین سال‌ها را در رهبری یک کشور آفریقایی در اختیار دارد. وی در تمام انتخابات از زمان اعلام حکومت چند حزبی در سال ۱۹۹۱ میلادی، هرگز کمتر از ۹۵ درصد آراء به دست نیاورده‌است.
اوبیانگ در اوت ۱۹۷۹ عمویش، فرانسیسکو ماسیاس انگوئما را که یک دیکتاتور بود با کودتای نظامی برکنار کرد و از آن پس گینه استوایی به عنوان یک تولیدکننده مهم نفت در سال ۱۹۹۰ آغاز کرد.
گینه استوایی یکی از بزرگترین تولیدکنندگان نفت در این قاره است و با وجود اینکه تعداد ساکنان این کشور بین ۶۰۰ تا ۷۵۰ هزار نفر است، اما رتبه بسیار ضعیفی در شاخص توسعه انسانی سازمان ملل متحده دارد. اکثریت مردم گینه استوایی، دسترسی دشواری به آب آشامیدنی سالم دارند. با وجود فقر شدید مردم اما وی ثروتی یک میلیارد دلاری دارد.